# Il castello di Dragonwyck
Il castello di Dragonwyck (Dragonwyck) è un film del 1946 diretto da Joseph L. Mankiewicz. Il regista ne firma anche la sceneggiatura, tratta dal romanzo Dragonwyck di Anya Seton, pubblicato a Boston nel 1944 dopo essere uscito a puntate, tra l'agosto e il dicembre 1943, sul Ladies' Home Journal.

## Trama
1844. La giovane Miranda Wells viene da una famiglia di modesti contadini del Connecticut. Un giorno viene invitata da Nicholas Van Ryn nella sua magione sull'Hudson. Nicholas è un ricco proprietario terriero e lontano cugino della madre. L'uomo chiede a Miranda di fare da tata alla figlia di lui e della moglie Johanna. Miranda si invaghisce subito di Nicholas, anche se questi si mostra dispotico e intollerante verso i contadini che lavorano le sue terre. Jeff Turner, un medico locale, ha una bassa opinione di Nicholas e un forte interesse verso Miranda. Quando improvvisamente Johanna muore, Nicholas confessa il suo amore a Miranda e la sua insoddisfazione per non essere riuscito ad avere un figlio maschio dalla moglie. Nicholas chiede la mano di MIranda che, di lì a breve, si scopre incinta. Ma il neonato ha una malformazione congenita, e muore poco dopo il parto. Intanto Jeff scopre che la strana morte di Johanna è stata provocata da Nicholas. L'uomo l'ha infatti avvelenata, e progetta di fare lo stesso con Miranda, deluso dalla morte del figlio maschio tanto desiderato. Nicholas aggredisce Jeff, ma viene ucciso dalla polizia. Miranda decide di tornare in Connecticut, e Jeff promette di andarla a trovare al più presto.

## Produzione
Il film, in origine, doveva concludersi con un incendio nel quale sarebbe dovuto perire il personaggio di Nicholas. Il Breen Office ordinò che la sequenza fosse cambiata, per non suggerire l'idea che Nicholas avesse voluto suicidarsi per sfuggire alla giustizia. Il film costituisce l'esordio di Joseph L. Mankiewicz come regista. Per il personaggio del crudele Nicholas, poi affidato a Vincent Price, era stato preso in considerazione Gregory Peck.